# ثعابة مخشوشبة
ثَّعَّابَة مُخْشَوْشِبَة (الاسم العلمي: Woodfordia fruticosa)، نوع نبات من فصيلة الخثرية.

## التوزيع
توجد الثعابة المخشوشبة في: شرق تنزانيا، مدغشقر، جزر القمر، السعودية، سلطنة عمان، ميانمار [بورما]، بوتان، إندونيسيا، الصين (قوانغدونغ ، قوانغشي ، يونان)، الهند، سريلانكا، نيبال، باكستان وفيتنام